# Tsukasa Shiotani
Tsukasa Shiotani (Komatsushima, Prefectura de Tokushima, Japó, 5 de desembre de 1988) és un futbolista japonès que disputà dos partits amb la selecció del Japó.